# Caligus parvilatus
Caligus parvilatus is een eenoogkreeftjessoort uit de familie van de Caligidae. De wetenschappelijke naam van de soort is voor het eerst geldig gepubliceerd in 1998 door Kim I.H..